# 经验风险最小化
经验风险最小化 （ERM）是统计学习理论里的一项原则，该原则下有一系列学习算法 ，经验风险最小化用于为这些算法的性能提供理论上的界。核心思想是，人們无法确切知道算法在实际中的运行情况（真正的“风险”），是因为不知道算法将在其上运行的数据的真实分布，但借助经验风险最小化，可以在一组已知的训练数据（“经验”风险）上衡量其性能。

## 背景
以下情况是许多有监督学习问题的一般设置。存在两个空间，输入空间{\displaystyle X}和输出空间{\displaystyle Y}，目标是学习（拟合）一个函数{\displaystyle \ h:X\to Y} （通常称为假设 ），这个函数在给定{\displaystyle x\in X}，输出一个对象{\displaystyle y\in Y}  。为此可以使用一个包含 {\displaystyle n}个例子的训练集{\displaystyle \ (x_{1},y_{1}),\ldots ,(x_{n},y_{n})}，其中{\displaystyle x_{i}\in X}是输入， {\displaystyle y_{i}\in Y}是希望从{\displaystyle \ h(x_{i})}中得到的相应输出 。
更正式地说，可假设{\displaystyle X}和{\displaystyle Y}服从联合概率分布 {\displaystyle P(x,y)} ，并且训练集包括{\displaystyle n}个实例{\displaystyle \ (x_{1},y_{1}),\ldots ,(x_{n},y_{n})}IID地从{\displaystyle P(x,y)} 抽取。请注意，联合概率分布的假设可以对预测中的不确定性进行建模（例如，来自数据中的噪声），因为{\displaystyle y}不是关于{\displaystyle x}的确定性函数 ，而是在固定{\displaystyle x} 时具有条件分布{\displaystyle P(y|x)}的随机变量 。
还可假定给定非负实值损失函数 {\displaystyle L({\hat {y}},y)}来衡量预测{\displaystyle {\hat {y}}}与真实结果{\displaystyle y}的差异。则假设{\displaystyle h(x)}的风险定义为损失函数的期望值 ：
{\displaystyle R(h)=\mathbf {E} [L(h(x),y)]=\int L(h(x),y)\,dP(x,y).}
理论上常用的损失函数是0-1损失函数 ： {\displaystyle L({\hat {y}},y)={\begin{cases}1&{\mbox{ If }}\quad {\hat {y}}\neq y\\0&{\mbox{ If }}\quad {\hat {y}}=y\end{cases}}} 。
学习算法的最终目标是在固定函数类{\displaystyle {\mathcal {H}}}中找到风险{\displaystyle R(h)}最小的假设{\displaystyle h^{*}}：
{\displaystyle h^{*}=\arg \min _{h\in {\mathcal {H}}}R(h).}

## 经验风险最小化
通常，无法计算风险{\displaystyle R(h)}，因为学习算法不知道分布{\displaystyle P(x,y)}（这种情况称为无知学习）。但是可以通过对训练集上的损失函数取平均值来计算一个近似值，称为经验风险：
{\displaystyle \!R_{\text{emp}}(h)={\frac {1}{n}}\sum _{i=1}^{n}L(h(x_{i}),y_{i}).}
经验风险最小化原理指出学习算法应选择一个假设{\displaystyle {\hat {h}}}将经验风险降到最低：
{\displaystyle {\hat {h}}=\arg \min _{h\in {\mathcal {H}}}R_{\text{emp}}(h).}
因此，由ERM原理定义的学习算法在于解决上述优化问题。

## 性质

### 计算复杂度
对于具有0-1损失函数的分类问题，即使对于像线性分类器这样的相对简单的函数类，经验风险最小化也被认为是NP难题。 但是，当最小经验风险为零（即数据是线性可分离的）时，可以有效解决。
在实践中，机器学习算法可以通过对0-1损失函数（例如SVM的铰链损失）采用凸近似来解决该问题，这种方法更容易优化，或者对分布进行假设{\displaystyle P(x,y)} （因此不再是上述结果适用的不可知论学习算法）。

## 扩展阅读
- Vapnik, V. . Information Science and Statistics. Springer-Verlag. 2000. ISBN 978-0-387-98780-4.  Vapnik, V. . Information Science and Statistics. Springer-Verlag. 2000. ISBN 978-0-387-98780-4.  Vapnik, V. . Information Science and Statistics. Springer-Verlag. 2000. ISBN 978-0-387-98780-4.